# هوغو مويانو
هوغو مويانو (بالإسبانية: Hugo Antonio Moyano)‏ هو نقابي وسياسي أرجنتيني، ولد في 9 يناير 1944 في لابلاتا في الأرجنتين. حزبياً، نشط في الحزب العدلي. وقد انتخب عضو مجلس النواب في الأرجنتين.